# Montels (Hérault)
Montels is een gemeente in het Franse departement Hérault (regio Occitanie) en telt 214 inwoners (2004). De plaats maakt deel uit van het arrondissement Béziers.

## Geografie
De oppervlakte van Montels bedraagt 7,4 km², de bevolkingsdichtheid is 28,9 inwoners per km².
De onderstaande kaart toont de ligging van Montels (Hérault) met de belangrijkste infrastructuur en aangrenzende gemeenten.

## Demografie
Onderstaande figuur toont het verloop van het inwonertal (bron: INSEE-tellingen).